# 宇都宮市立上河内西小学校
宇都宮市立上河内西小学校（うつのみやしりつ かみかわちにししょうがっこう）は、栃木県宇都宮市関白町にある公立小学校である。1873年開校した明倫舎がルーツで、2007年3月の市町合併により現校名となった。本記事では、前身である羽黒小学校の分教室が独立した現宇都宮市立上河内中央小学校と2001年に統合された上河内町立北小学校もまとめて記する。

## 概要
1873年開設の明倫舎が、羽黒小学校を経て中里小学校へ名を変えたほか、1892年には学区の一部が今里小学校として一度は分離したが、1956年に上河内村により上河内村立中里小学校と上河内村立今里小学校を統合され、上河内村立西小学校として再び一緒になった。
平成になると、宅地が増加し、児童も増加したため1991年と1992年にプレハブ校舎を設置したが、その後も児童増加が予測されたため、教育委員会などで協議し、新校舎建設計画に着手し1995年3月に新校舎とプールの落成式実施、2001年に体育館が竣工した。
2001年4月には児童が減少し複式学級となっていた上河内町立北小学校を統合した。旧北小学校の学区へは、上河内地域バスを朝夕の通学時間帯に運行し通学の足を確保している。

## 沿革
出典
現上河内西小学校
- 1873年（明治6年）4月 - 寺子屋を統合し中里村の神照寺を借用し明倫舎創設。当時の学区は中里、関白、冬室、免の内、高松、金田、上田、今里、松田新田の9村[6]
- 1876年（明治9年）4月 - 中里宿通りに校舎を新築し移転[6]
- 1883年（明治13年）8月 - 第13番学区中里尋常小学校に校名変更[6]
- 1885年（明治18年）8月 - 第18番学校中里尋常小学校に校名変更[6]
- 1891年（明治24年）9月 - 高等科（2年制）の設置認可により羽黒高等小学校に校名変更[6]
- 1892年（明治25年）
  - 7月 - 今里と松田新田学区を分離し、今里尋常小学校として独立[6]、上田学区の児童を絹島尋常高等小学校西分場へ委託[7]、宮山田分校は中里尋常小学校から移管され本校の所属となった[7]
  - 12月 - 尋常科と高等科併置になり羽黒尋常高等小学校に校名変更[7]
- （明治26年）12月 - 宮山田の一部児童を篠井尋常小学校北校に委託[7]
- 1902年（明治35年）
  - 1月 - 児童増加により校舎増築[7]
  - 9月28日 - 暴風雨のため校舎の一部倒壊（翌年4月に復旧）[7]
- 1914年（大正3年）4月 - 高等科を2年制から3年制へ[7]
- 1917年（大正6年）10月 - 2階建て校舎新築[7]
- 1923年（大正12年）4月 - 絹島尋常高等小学校西分教場ヘ委託教育していた上田学区の3年生までの児童用として、上田廃寺に校舎新築し上田分教場開設[8]
- 1927年（昭和2年）11月 - 総2階建てで12教室を有する校舎新築[7]
- 1941年（昭和16年）4月 - 羽黒村羽黒国民学校と校名変更[7]、上田分教場は羽黒村羽黒国民学校上田分教場に校名変更[8]
- 1945年（昭和20年）8月 - 羽黒国民学校として授業継続[9]
- 1947年（昭和22年）4月 - 羽黒村立羽黒小学校に校名変更、6年制となり、高等科は廃止[9]。
- 1950年（昭和30年）4月 - 羽黒村と絹島村の二村合併により上河内村立中里小学校に校名変更[9]
- 1962年（昭和42年）2月 - 上河内村立中里小学校と上河内村立今里小学校を統合し上河内村立西小学校として鶴ヶ峰中学校跡地に開校[9]
- 1994年（平成6年）7月 - 上河内村の町制施行[10]により上河内町立西小学校に校名変更した
- 2001年（平成13年）4月1日 -  上河内町立北小学校を統合する、知的障害対応の特殊学級1学級設置[11]
- 2007年（平成19年）3月	- 上河内町が宇都宮市に編入合併[12]したことにより宇都宮市立上河内西小学校に校名変更

### 今里小学校
- 1892年（明治25年）7月 - 今里と松田新田学区を羽黒高等小学校より分離独立し今里尋常小学校開設
- 1945年（昭和20年）8月 - 今里国民学校として授業継続[13]
- 1947年（昭和22年）4月 - 羽黒村立今里小学校に校名変更[13]
- 1955年（昭和30年）4月 - 二村合併により上河内村立今里小学校に校名変更[13]
- 1956年（昭和31年）4月 - 中央小学校開校により松田新田学区を中央小学校へ移管[13]
- 1967年（昭和42年）2月 - 西小学校と統合により廃校[13]

### 羽黒第一小学校
- 1873年（明治6年）5月 - 今里村今里の私邸を借用し今里小学校として創設開校[8]
- 1875年（明治8年）4月 - 専用校舎を新築し移転[8]
- 1902年（明治27年）4月 - 類焼で校舎全焼のため民家を借用し教室とする[8]
- 1906年（明治31年）4月 - 従来の場所に校舎新築し借用を解消した[8]
- 1908年（明治33年）4月 - 羽黒第一小学校と校名変更[14]
- 1918年（明治43年）12月 - 修業年数延長のため校舎を増築[14]
- 1941年（昭和16年）4月 - 羽黒村第一国民学校に校名変更[14]

### 羽黒第二小学校（北小学校）
- 1873年（明治6年）6月 - 篠井村小林和正学舎の山田分校として、修道舎として開校。専用校舎ができるまで、山田、小室、高間木の順番で半年ずつ民家を借りて仮教室とした[14]
- 1875年（明治8年） - 宮山田字丸山2650に専用校舎を新築し移転[14]
- 1880年（明治13年）4月 - 和正学舎より独立し、第19学区山田小学校として開校
- 1885年（明治18年）8月 - 第13番学区宮山田小学校と校名変更[14]
- 1887年（明治20年）6月 - 第13番学区中里尋常小学校に属し、山田教室に改称
- 1889年（明治22年）11月 - 第18番学区中里尋常小学校宮山田分校となる[14]
- 1902年（明治27年）4月 - 羽黒尋常高等小学校尋常科宮山田分校となる[14]
- 1908年（明治33年）4月 - 羽黒尋常高等小学校より独立し羽黒第二尋常小学校となる[14]
- 1917年（明治42年） - 校舎増改築のため宮山田字吹上278へ移転[14]
- 1941年（昭和16年）4月 - 羽黒第二国民学校と校名変更[14]
- 1945年（昭和20年）8月 - 羽黒村第二国民学校として授業継続[15]
- 1947年（昭和22年）4月 - 羽黒村立宮山田小学校に校名変更[15]
- 1955年（昭和30年）4月 - 二村合併により上河内村立宮山田小学校に校名変更[15]
- 1967年（昭和42年）4月 - 上河内村立北小学校に校名変更[15]
- 1975年（昭和50年） - 校歌制定[16]
- 1978年（昭和53年） - 音楽室[16]と体育館を新築[15]
- 1980年（昭和55年） - プールを新設[15]
- 1994年（平成6年）7月 - 上河内村の町制施行[10]により上河内町立北小学校に校名変更
- 2001年4月1日 - 西小学校と統合により廃校し127年の歴史を閉じた[17]

廃校後は、学校法人が芸術学校として、敷地や校舎等施設を再利用している。

## 上河内中央小学校
概要
1956年（昭和31年）4月に上河内村立羽黒小学校上田分校が独立し上河内村立中央小学校として開校した。開校に際して学区再編が行われ、上田、松田、原組、金田東を学区とした、今里小より28名が転籍した。
1974年から1983年までの10年の間に、3回に分けて校庭が拡張された。

### 沿革
- 1956年（昭和31年）4月 -  上河内村立羽黒小学校上田分校が独立し上河内村立中央小学校として開校[19]
- 1959年（昭和34年）1月 - 給食調理室を新築し完全給食開始[15]
- 1978年（昭和53年）7月 - 水泳プール新設[15]
- 1994年（平成6年）7月 - 上河内村の町制施行[10]により上河内町立中央小学校に校名変更
- 2002年（平成14年）4月 - 学童保育クラブ設立
- 2007年（平成19年）3月	- 上河内町が宇都宮市に編入合併[12]したことにより宇都宮市立上河内中央小学校に校名変更

## 通学区域
出典
上河内西小学校の通学区域
- 宇都宮市
  - 今里町
  - 金田町の一部
  - 関白町
  - 松風台
  - 高松町
  - 中里町の一部
  - 冬室町
  - 宮山田町
  - 免の内町の一部

上河内中央小学校の通学区域
- 宇都宮市
  - 上田町
  - 金田町の一部
  - 中里町の一部
  - 松田新田町
  - 免の内町の一部

## 進学先中学校
- 宇都宮市立上河内中学校

中学受験などを受け、宇都宮大学共同教育学部附属中学校や栃木県立宇都宮東高等学校・附属中学校、私立中学校へ進学する場合もある。